# 安大略省政府印務局
安大略省政府印務局（英語：King's Printer for Ontario，女性君主在位時為）是負責出版政府文件及屬於安大略省政府的受版權保護的材料的代理機構。

## 外部連結
- Copyright Information: © King's Printer for Ontario （页面存档备份，存于）